# Hans, Marne
Hans là một xã trong tỉnh Marne, thuộc vùng Grand Est của nước Pháp, có dân số là 133 người (thời điểm 1999).

## Thông tin nhân khẩu
| 1962 | 1968 | 1975 | 1982 | 1990 | 1999 |
| ---- | ---- | ---- | ---- | ---- | ---- |
| 189  | 196  | 171  | 148  | 143  | 133  |